# Jerzy Gil
Jerzy Zenon Gil (ur. 24 kwietnia 1953 w Dąbrowie Górniczej) – polski górnik, poseł na Sejm X kadencji (1989–1991).

## Życiorys
W 1971 ukończył Zasadniczą Szkołę Górniczą. Pracował w Kopalni Węgla Kamiennego „Czerwone Zagłębie” w Sosnowcu, następnie od 1973 w kopalnianej stacji ratownictwa górniczego po ukończeniu kursu ratownika. Zaangażował się w działalność opozycyjną w ramach Niezależnego Samorządnego Związku Zawodowego „Solidarność”, od 1980 do 1981 przewodniczył związkowy w swoim zakładzie pracy. Po wprowadzeniu stanu wojennego internowano go na okres roku. Po zwolnieniu powrócił do poprzedniej pracy oraz kontynuował działalność opozycyjną w ramach podziemnych struktur NSZZ „S”.
W 1989 uzyskał mandat posła na Sejm kontraktowy z okręgu sosnowieckiego jako kandydat bezpartyjny z ramienia Komitetu Obywatelskiego. Należał do Komisji Młodzieży, Kultury Fizycznej i Sportu oraz do Komisji Systemu Gospodarczego i Polityki Przemysłowej. Po zakończeniu kadencji wycofał się z działalności politycznej, w latach 90. otworzył sieć sklepów spożywczych w rodzinnej miejscowości. Był związany z Porozumieniem Centrum.
W 1981 odznaczony Brązowym Krzyżem Zasługi. W 2013 otrzymał Krzyż Kawalerski Orderu Odrodzenia Polski, następnie w 2017 Krzyż Wolności i Solidarności.